# Einfürst (Mitterfels)
Einfürst ist ein Gemeindeteil des Marktes Mitterfels im niederbayerischen Landkreis Straubing-Bogen.
Die Einöde  liegt 2,5 Kilometer nördlich des Ortskerns von Mitterfels am Rand des Gemeindegebiets und ist der nördlichste Ortsteil von Mitterfels. Unmittelbar südlich von Einfürst ist die Quelle des Aubachs.
Der Ort Einfürst ist der katholischen Pfarrgemeinde Ascha zugeordnet.

## Einwohnerentwicklung
| Jahr      | 1838 | 1860 | 1871 | 1875 | 1885 | 1900 | 1916 | 1925 | 1950 | 1961 | 1970 | 1987 |
| --------- | ---- | ---- | ---- | ---- | ---- | ---- | ---- | ---- | ---- | ---- | ---- | ---- |
| Einwohner | 4    | 3    | 3    | 3    | 7    | 5    | 5    | 5    | 4    | 4    | 2    | 2    |